# Chalifa ibn Said

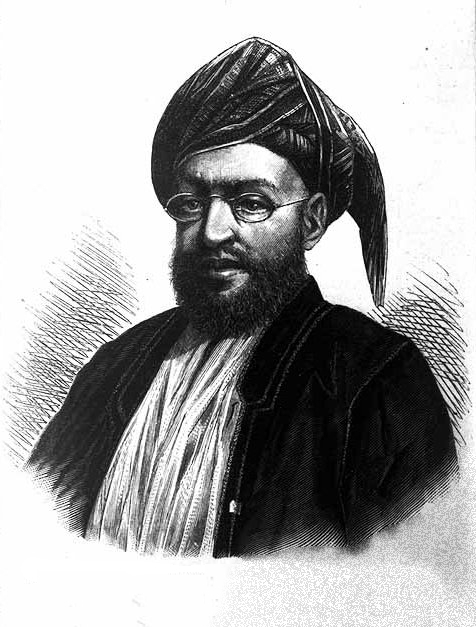
Sultan Khalifa ibn Said

Sayyid Chalifa ibn Said al-Busaidi, GCMG (* 1852; † 13. Februar 1890; arabisch خليفة بن سعيد البوسعيدي, DMG Ḫalīfa b. Saʿīd al-Būsaʿīdī; auch Khalifa) war der jüngere Bruder und Nachfolger des Sultans Barghasch ibn Said von Sansibar und Sohn des Sultans Said ibn Sultan von Oman. Chalifa regierte Sansibar vom 26. März 1888 bis zu seinem Tode.
Von seinem Bruder und Vorgänger Barghasch war Chalifa 1870 zunächst wegen (vermeintlicher) Verwicklung in einen Umsturzversuch ins Gefängnis gesteckt worden, seine Schwester Salme erreichte Jahre später seine Freilassung.
Nachdem Barghasch während zäher Verhandlungen mit der Deutsch-Ostafrikanischen Gesellschaft (DOAG) plötzlich gestorben war, wurde Chalifa zu dessen Nachfolger als Sultan berufen. Gegenüber der DOAG zeigte er sich deutlich entgegenkommender und unterzeichnete am 28. April 1888 den sogenannten Küstenvertrag, dem zufolge Sansibar gegen Entschädigungszahlungen der Gesellschaft die Oberhoheit über die ostafrikanische Küstenzone und die Zolleinnahmen aus deren Häfen verpachtete. Der Flaggenwechsel führte zum Aufstand der ostafrikanischen Küstenbevölkerung.
Wie Barghasch förderte auch Chalifa die Bekämpfung der Sklaverei und wurde 1889 zum Knight Grand Cross des britischen Order of St. Michael and St. George ernannt.
Nachfolger Chalifas wurde sein Bruder Ali ibn Said, der allerdings schon 1890 die britische Protektoratsherrschaft über das Sultanat Sansibar akzeptieren musste.